# Géographie urbaine

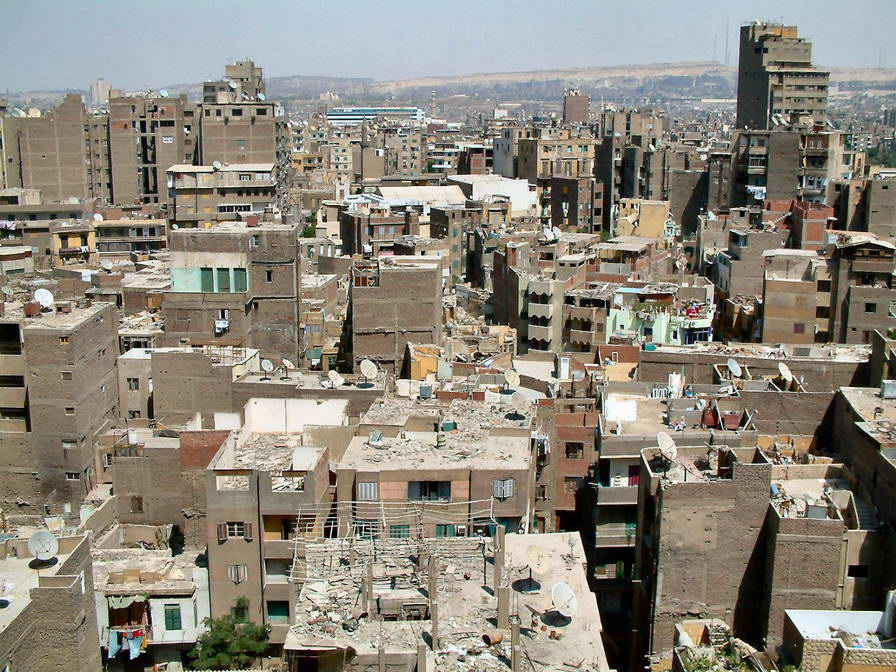
Un paysage urbain, au Caire.

La géographie urbaine est une branche de la géographie humaine dont l'objet est l'étude géographique du phénomène urbain. C'est donc à la fois l'étude de l'organisation spatiale de la ville et de l'organisation des villes entre elles en réseaux urbains. Elle étudie donc des thèmes comme l'urbanisation, les paysages urbains, les réseaux urbains, la situation, le site d'une ville et la ségrégation des populations en son sein.
L'objet de la géographie urbaine est donc distinct de celui de l'urbanisme, ce dernier utilisant l'approche de géographie urbaine de même que la sociologie urbaine, l'économie urbaine, l'histoire et bien sûr la cartographie.

## Épistémologie
L’expression « géographie urbaine » continue à camper parmi les matières fondamentales de cette discipline de l’explication de l’évolution de la « face de la terre ». On ne peut pas dissocier les autres secteurs de la géographie de cette dernière. Ils sont au contraire indispensables à la prise de conscience de la complexité urbaine, depuis la géographie physique et la biogéographie jusqu’à la géographie de la mobilité des biens et des personnes, des niveaux de vie, de l’alimentation, de la santé, des loisirs et de l’environnement, des rapports complexes entre les sociétés et leurs territoires, des réseaux de toutes natures, en passant par les considérations théoriques, tant historiques qu’actuelles, quantitatives et qualitatives.

## Plan et typologie des villes

### Plan
Le géographe étudie le plan des villes.
La fonction des différents quartiers varie selon leur situation (centre-ville ou périphérie), leur utilisation (zone résidentielle ou zone d'activité), leur densité de population (maisons individuelles ou immeubles) et leur composition sociale (quartiers populaires, beaux quartiers, etc).
La disposition des lieux du pouvoir (politique, économique, culturel), des lieux d'échanges et de rencontres, des voies de communication est souvent liée à l'histoire et aux choix ou contraintes politiques ou économiques.

### Typologie
On peut établir une typologie des villes :
- en fonction de leur taille (mesurée par le nombre d'habitants, ou l'importance de la zone d'influence, ou leur rang dans la hiérarchie urbaine : bourg, petite ville, ville moyenne, grande ville, métropole, mégapole)
- en fonction de leur activité dominante (bourg agricole, ville industrielle, ville commerciale, place financière, ville carrefour (ou nœud ferroviaire, port, aéroport), ville administrative, ville universitaire, ville touristique) ; on décrit toutes ces activités avec la notion de fonction urbaine
- en fonction de leur plan (ville-rue, plan hippodamien, plan radioconcentrique, plan biparti)
- en fonction de leur âge (villes antiques, médiévales, modernes, contemporaines)
- en fonction de leur niveau de développement (villes des pays développés, villes du Tiers-Monde)
- de la civilisation à laquelle elles appartiennent (villes européennes, villes nord-américaines, villes latino-américaines, villes musulmanes, villes indiennes, villes chinoises, villes africaines),
- en fonction de leur croissance géographique : ville « verticale » (Abidjan, Tokyo) ou horizontale (Los Angeles).

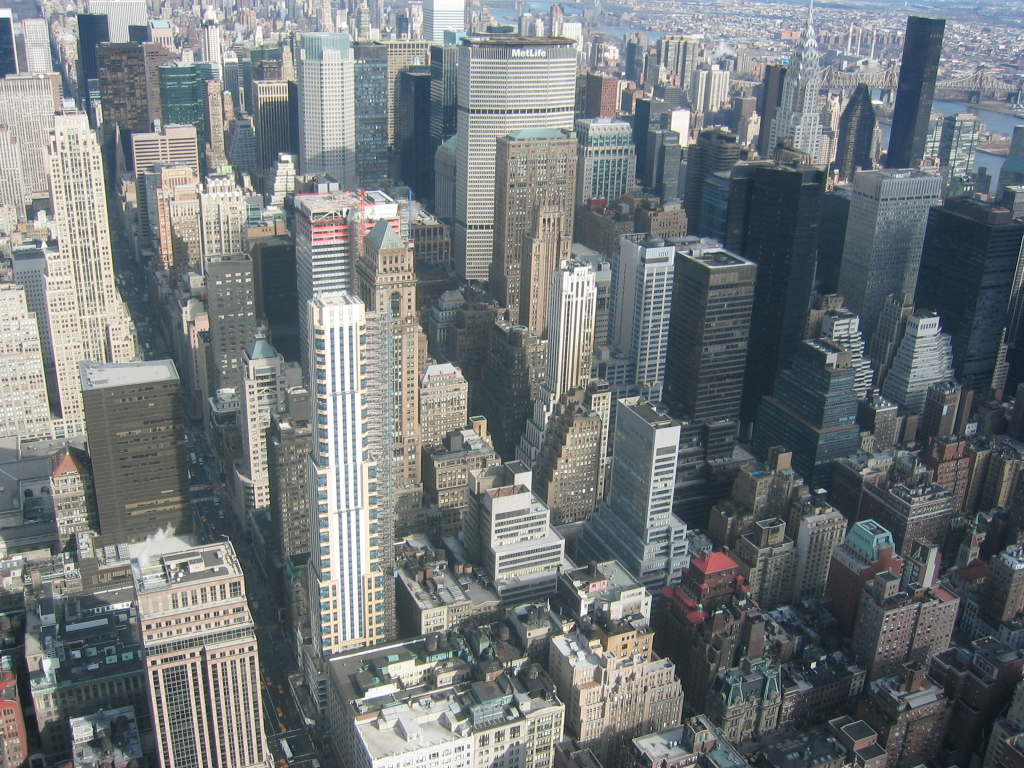
Une ville nord-américaine : New York (quartier des affaires de Midtown, Manhattan)
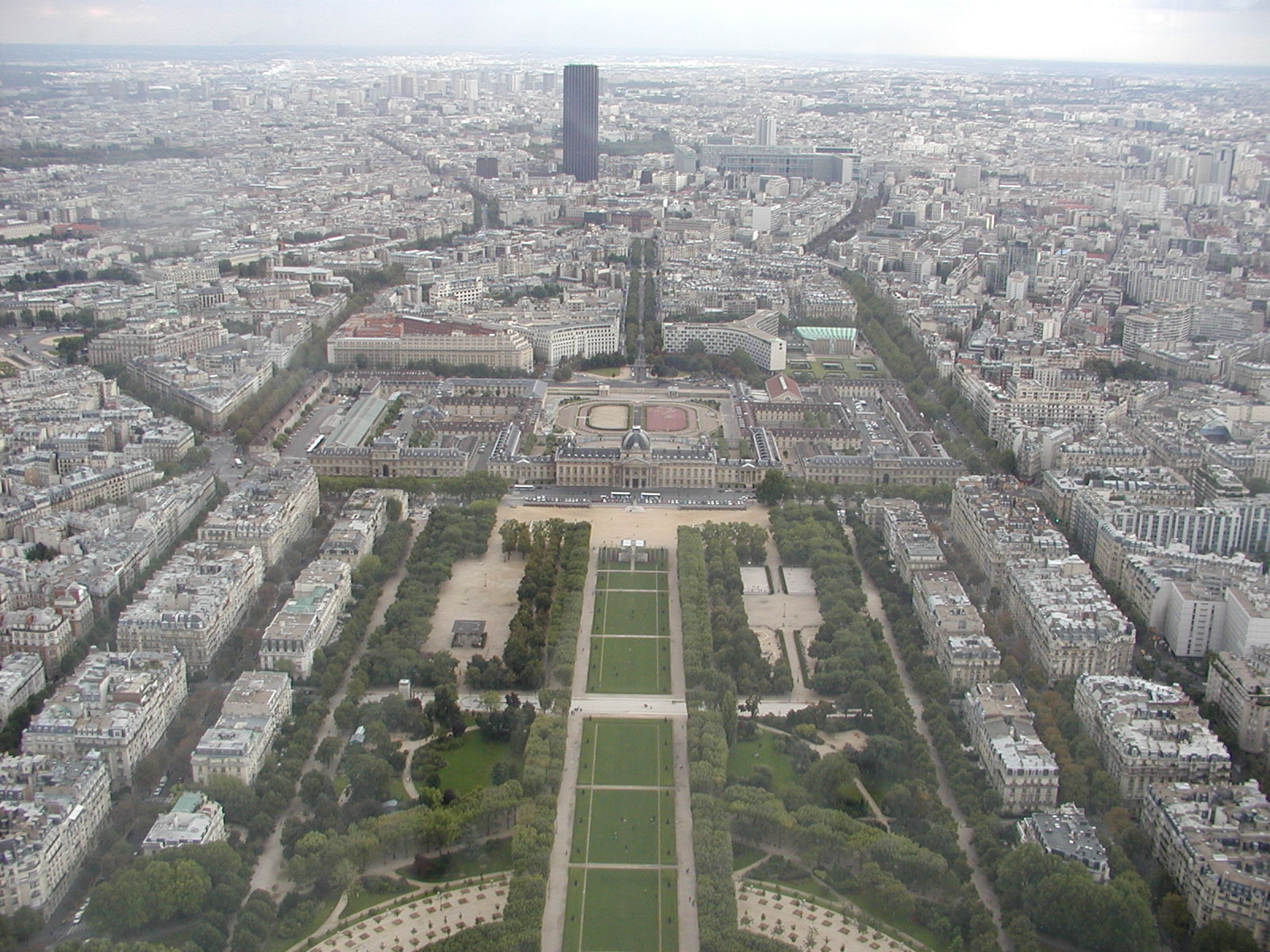
Une ville européenne : Paris
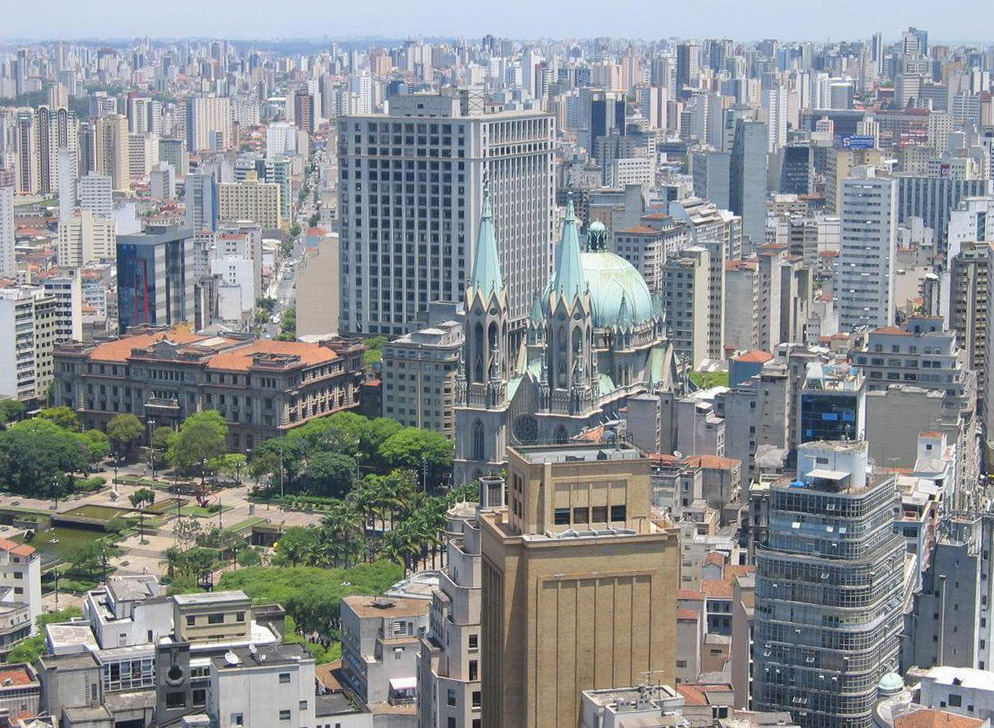
Une ville latino-américaine : São Paulo au Brésil

### La ville: espace vivant
La ville est avant tout un espace vécu que l'on peut saisir par des enquêtes : en faisant dessiner sa ville ou son quartier (selon la méthode de la carte mentale), ou raconter son itinéraire journalier à ses habitants, enfants, adultes ou âgés, on peut mieux comprendre cet espace vécu.
La géographie classique a souvent considéré la ville comme étant un organisme vivant : elle change constamment, en fonction de facteurs internes ou externes, se développe ou décline, voit ses activités ou son rôle se transformer, et les différents quartiers d'une ville évoluent eux-mêmes (certains se dégradent, d'autres deviennent attractifs).

## Répartition et hiérarchie

### Répartition
L'autre objet de la géographie urbaine est d'étudier la répartition des villes et leur hiérarchie :
- il y a des villes pionnières (souvent villes minières) au milieu de zones peu peuplées
- mais généralement les villes dans des régions de plaines sans obstacle naturel ni frontière sont disposées régulièrement (formant un réseau régulier tel que décrit par le géographe allemand Walter Christaller)
- on trouve que les régions très urbanisées de la planète sont des régions urbaines, des conurbations, ou des mégalopoles qui regroupent des populations importantes, une grande part de l'activité économique mondiale et abritent la plupart des centres de décision planétaires.

### Hiérarchie
Chaque État a son propre réseau urbain, dont l'organisation s'explique le plus souvent par l'histoire (formation de l'État ancienne ou récente, peuplement à partir d'un noyau initial de colonisation) et la structure politique (État unitaire ou État fédéral). On distingue logiquement deux modèles : les réseaux urbains centralisés et les réseaux urbains multipolaires et dans les différentes villes on a différents centres à savoir le centre-ville, la ville centre, le centre démographique et le centre historique.

## La croissance urbaine
La croissance urbaine renvoie à l'extension des villes, liée le plus souvent au phénomène d'urbanisation des populations et des espaces. Avec la première révolution industrielle, les villes concentrent de plus en plus d'habitants et s'étalent au détriment de l'espace rural. La croissance des villes s'accompagne de mutations économiques et sociales importantes. Aujourd'hui, l'urbanisation rapide concerne, avant tout, les pays en voie de développement : on estime que chaque jour, 165 000 personnes dans le monde viennent s'installer en ville et nourrissent l'exode rural. La forte croissance démographique explique également le développement des villes des pays du Sud.
En 2006, la population urbaine totale est évaluée à 3,15 milliards d'urbains sur 6,5 milliards d'êtres humains. 
L'explosion urbaine pose des problèmes environnementaux : les grandes métropoles souffrent de la pollution atmosphérique et polluent les cours d'eau ou les mers.

### Dans les pays industrialisés
Au début du XXe siècle, Londres était la ville la plus peuplée du monde avec 6,5 millions d'habitants.
En 1950, Londres contenait 8.7 millions d'habitants, derrière New York et ses 12.5 millions. Ce sont d'ailleurs à cette époque les deux seules mégapoles (villes de plus de 8 millions d'habitants) de l'époque.

### Dans les pays en voie de développement
L'exode rural alimente largement la croissance urbaine dans les pays en voie de développement. Certains pays comptent encore une majorité de ruraux (Inde, Chine). Mais les villes attirent de plus en plus : elles offrent des emplois moins contraignants et mieux payés que les campagnes (BTP, industries, services divers).
D'autre part, les révolutions vertes ont modernisé l'agriculture et libéré de la main-d'œuvre pour l'économie urbaine. Les campagnes sont souvent des foyers de misère et de guerre civile, en Afrique sahélienne. La ville exerce un attrait sur les jeunes des campagnes : elle représente bien souvent un lieu de loisirs, d'opportunités et de modernité. La métropole est aussi une porte vers le monde avec ses possibilités d'émigration, ses infrastructures de transport ou ses universités.
Pourtant, l'exode rural produit des déséquilibres et des difficultés. Beaucoup de ruraux déracinés résident dans les bidonvilles où règnent la pauvreté et la violence (favelas au Brésil). Ces quartiers déshérités manquent d'équipements et de services publics.